# هارولد ستيفن بلاك
هارولد ستيفن بلاك (بالإنجليزية: Harold Stephen Black)‏ هو مهندس كهربائي ومخترِع ومهندس أمريكي، ولد في 14 أبريل 1898 في ماساتشوستس في الولايات المتحدة، وتوفي في 11 ديسمبر 1983 في سوميت في الولايات المتحدة.

## وصلات خارجية
- هارولد ستيفن بلاك على موقع الموسوعة البريطانية (الإنجليزية)